# Томашево (Вармінсько-Мазурське воєводство)
Томашево (пол. Tomaszewo, нім. Thomasdorf) — село в Польщі, у гміні Кужентник Новомейського повіту Вармінсько-Мазурського воєводства.
Населення — 203 особи (2011).

## Демографія
Демографічна структура станом на 31 березня 2011 року:
|          | Загалом | Допрацездатний вік | Працездатний вік | Постпрацездатний вік |
| -------- | ------- | ------------------ | ---------------- | -------------------- |
| Чоловіки | 97      | 24                 | 59               | 14                   |
| Жінки    | 106     | 27                 | 57               | 22                   |
| Разом    | 203     | 51                 | 116              | 36                   |